# مدیلیا
مدیلیا (به ایتالیایی: Mediglia) یک کومونه در ایتالیا است که در استان میلان واقع شده‌است.

## خصوصیات
مدیلیا ۲۱٫۹ کیلومترمربع مساحت و ۱۲٬۰۸۱ نفر جمعیت دارد.